# Copiapó
För andra betydelser, se Copiapó (olika betydelser).
Copiapó är en stad i den norra delen av Chile och är huvudstad i regionen Atacama. Den ligger cirka 40 kilometer inåt landet från kusten, där närmaste kuststad är Caldera. Staden grundades den 8 december 1744 och ligger vid Copiapófloden. Folkmängden uppgår till cirka 150 000 invånare. Staden ligger omsluten av Atacamaöknen och får enbart kring 12 millimeter regn per år. Staden har en genomsnittlig dagstemperatur på över 25 grader mellan oktober och april och över 20 grader året om, med regn, om än väldigt lite, under juni och juli.
Området fick internationell uppmärksamhet under 2010 i samband med en gruvolycka där. Dessutom passerar Dakarrallyt staden sedan rallyt flyttades till Sydamerika 2009.